# لانس روزيبووم
لانس روزيبووم (بالإنجليزية: Lance Rozeboom)‏ (31 مايو 1989 بووكر في الولايات المتحدة - ) هو لاعب كرة قدم أمريكي في مركز الوسط. لعب مع دي.سي. يونايتد وRochester Rhinos ‏ وAustin Aztex ‏ وأوتاوا فيوري ودي موين  مانس ‏.